# Ngadirojo (Gladagsari)
Ngadirojo is een bestuurslaag in het regentschap Boyolali van de provincie Midden-Java, Indonesië. Ngadirojo telt 4448 inwoners (volkstelling 2010).